# BD+48 740 b
BD+48 740 b est une exoplanète orbitant autour de la géante rouge BD+48 740. Avec son excentricité orbitale de 0,67, cette planète est de type Jupiter excentrique. Sa masse est d'environ 1,6 fois celle de Jupiter et sa période est de 771 jours. Elle a été découverte en 2012 par une équipe américano-hispano-polonaise composée de Adamów, Niedzielski, Villaver, Nowak, et Wolszczan.

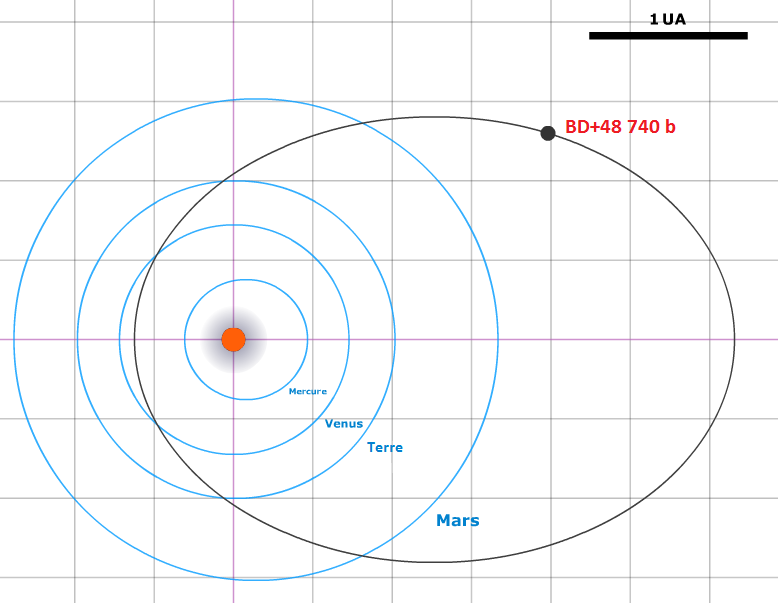
Simulation de l'orbite de l'exoplanète BD+48 740 b comparée à celles des quatre premières planètes du système solaire.